# Microrégion de São Mateus
La microrégion de São Mateus est l'une des trois microrégions qui subdivisent le littoral nord de l'État de l'Espírito Santo au Brésil.
Elle comporte quatre municipalités qui regroupaient 176 355 habitants en 2006 pour une superficie totale de 4 622 km2.

## Municipalités[1]
- Conceição da Barra
- Jaguaré
- Pedro Canário
- São Mateus